# تشن هونغ
تشن هونغ (بالصينية: 陈红) هي منتجة أفلام وممثلة صينية، ولدت في 13 ديسمبر 1968 في الصين.

## وصلات خارجية
- تشن هونغ على موقع IMDb (الإنجليزية)
- تشن هونغ على موقع ألو سيني (الفرنسية)
- تشن هونغ على موقع أول موفي (الإنجليزية)
- تشن هونغ على موقع قاعدة بيانات الأفلام السويدية (السويدية)
- تشن هونغ على موقع قاعدة بيانات الفيلم (الإنجليزية)
- تشن هونغ على موقع كينوبويسك (الروسية)